# XI Congresso panucraino dei Soviet
L'Undicesimo Congresso panucraino dei Soviet dei deputati degli operai, dei braccianti e dei soldati dell'Armata Rossa si tenne a Charkiv dal 7 al 15 maggio 1929. Durante il Congresso fu adottata la Costituzione della Repubblica Socialista Sovietica Ucraina in quanto membro dell'Unione delle Repubbliche Socialiste Sovietiche.